# Иксодови
Иксодовите (Ixodidae) са семейство паякообразни от разред Кърлежи (Ixodida).
Таксонът е описан за пръв път от Андрю Мъри през 1877 година.

## Подсемейства
- Amblyomminae
- Bothriocrotoninae
- Eschatocephalinae
- Haemaphysalinae
- Hyalomminae
- Ixodinae
- Rhipicephalinae